# 蒂利特群島
蒂利特群島（英語：Tillett Islands）是南極洲的群島，位於肯普地，處於威爾金斯角東北面9公里，最高點海拔高度70米，該群島現時由南極條約體系管理。